# Ribosio 5-fosfato
Il ribosio 5-fosfato è il monosaccaride ribosio fosforilato sul carbonio terminale. Si trova negli organismi viventi, in particolare è uno stadio della via metabolica dei pentoso fosfati, ed è utilizzato come precursore di molti composti più complessi. 

## Ruolo nella via dei pentoso fosfati
Nella degradazione del glucosio attraverso la via dei pentoso fosfati, il ribosio 5-fosfato viene prodotto dall'isomerizzazione del ribulosio 5-fosfato da parte della fosfopentoso isomerasi.
Se non viene utilizzato per altri scopi, viene processato dalla transchetolasi, insieme allo xilulosio 5-fosfato (anch'esso prodotto dal ribulosio 5-fosfato, dall'enzima fosfopentoso epimerasi), per dare sedoeptulosio 7-fosfato e gliceraldeide 3-fosfato.